# Te espero en mis brazos
Te espero en mis brazos (título original: Deux) es una película francesa de drama y romance de 1989, dirigida por Claude Zidi, que a su vez la escribió junto a Catherine Rihoit y Charles Trieschmann, musicalizada por Jean-Claude Petit, en la fotografía estuvo Jean-Jacques Tarbès y los protagonistas son Gérard Depardieu, Maruschka Detmers y Michelle Goddet, entre otros. El filme fue realizado por DD Productions, Films 7 y Orly Films; se estrenó el 26 de mayo de 1989.

## Sinopsis
El representante de un compositor se enamora de una agente inmobiliaria. Aunque están habituados a vivir de manera independiente, quieren contraer matrimonio, pero a su vez tienen temor.